# 智恵子抄
『智恵子抄』（ちえこしょう）は、詩人の高村光太郎が1941年に龍星閣から出版した詩集である。
光太郎が妻・智恵子を知ってから、智恵子が死ぬまでの30年間にわたる作品を集めた。「あどけない話」「樹下の二人」「レモン哀歌」などを収録。

## 作品概要
1914年に処女詩集『道程』が出版されて以降、『現代日本詩集』（改造社、1929年）などの詩華集に未刊詩が多数収録されることはあったものの、高村単独による詩集の計画は長らく実現しなかった。1940年に出版された改訂版『道程』を除くと、『智恵子抄』は2冊目の詩集にあたる。
智恵子とは妻の高村智恵子のことであり、彼女と結婚する以前（1912年）から彼女の死後（1941年）の30年間にわたって書かれた、彼女に関する詩29篇、短歌6首、3篇の散文が収録されている。戦後、さまざまな出版社から同名の詩集が出ており、それらには最初の版の刊行後に書かれた作品や、その版に未収録のものも収められている。
以下の2冊は、光太郎が直接関わったものである。
- 『智恵子抄』（白玉書房、1947年） - 龍星閣が休業していたため、版元を替えて出版。戦後に書かれた「松庵寺」「報告」の2篇を追加。
- 『智恵子抄その後』（龍星閣、1950年） - 出版業を再開した龍星閣代表は、白玉書房版『智恵子抄』出版後に書かれた「智恵子抄その後」という6篇の詩群に注目し、これを軸に出版を決意する。智恵子に関わりの薄い文章も含めて、1冊の詩文集を構成した。出版に乗り気でなかった詩人も、本書籍のあとがきによれば、版元の「熱意に動かされ」るかたちで認めることにしたという。

## 裁判
光太郎の没後の1965年、龍星閣の代表がこの詩集を編集著作したと主張したことを受け、その翌年、光太郎の相続人が出版社とその代表を相手取り、編集著作権は詩人の側にあるものとして、東京地方裁判所に提訴した。長期裁判となったが、最終的には1993年の最高裁判決により、原告が勝訴した。

## 収録作品
詩篇および散文の制作年月日は、龍星閣版の目次に書かれている。うた六首の初出については『高村光太郎全集』（筑摩書房）の第11巻「解題」を参照。

### 詩
「荒涼たる帰宅」を除き、制作年代順に配列されている。
| タイトル                     | 制作年月               | 特記事項 |
| ---------------------------- | ---------------------- | --- |
| 人に                         | 明治四十五年七月       | 「いやなんです」から始まる。詩集『道程』収録の「――に」を改題のうえで再録。詩集『道程』に同題の詩が存在する（「遊びぢやない」から始まる）。 |
| 戓る夜のこころ               | 大正元年八月           | 『道程』からの再録。 |
| おそれ                       | 大正元年八月           | 『道程』からの再録。 |
| 或る宵                       | 大正元年十月           | 『道程』からの再録。 |
| 郊外の人に                   | 大正元年十一月         | 『道程』からの再録。 |
| 冬の朝のめざめ               | 大正元年十一月         | 『道程』からの再録。 |
| 深夜の雪                     | 大正二年二月           | 『道程』からの再録。 |
| 人類の泉                     | 大正二年三月           | 『道程』からの再録。 |
| 僕等                         | 大正二年十二月         | 『道程』からの再録。 |
| 愛の嘆美                     | 大正三年二月           | 『道程』からの再録。 |
| 晩餐                         | 大正三年四月           | 『道程』からの再録。 |
| 樹下の二人                   | 大正十二年三月十一日   | |
| 狂奔する牛                   | 大正十四年六月十七日   | |
| 鯰                           | 大正十五年二月五日     | |
| 夜の二人                     | 大正十五年三月十一日   | |
| あなたはだんだんきれいになる | 昭和二年一月六日       | |
| あどけない話                 | 昭和三年五月十日       | |
| 同棲同類                     | 昭和三年八月十六日     | |
| 美の監禁に手渡す者           | 昭和六年三月十二日     | |
| 人生遠視                     | 昭和十年一月二十二日   | |
| 風にのる智恵子               | 昭和十年四月二十五日   | |
| 千鳥と遊ぶ智恵子             | 昭和十二年七月十一日   | |
| 値ひがたき智恵子             | 昭和十二年七月十二日   | |
| 山麓の二人                   | 昭和十三年六月二十日   | |
| 或る日の記                   | 昭和十三年八月二十七日 | |
| レモン哀歌                   | 昭和十四年二月二十三日 | |
| 荒涼たる帰宅                 | 昭和十六年六月十一日   | |
| 亡き人に                     | 昭和十四年七月十六日   | |
| 梅酒                         | 昭和十五年三月三十一日 | |

### 短歌
| タイトル | 制作年月 | 特記事項 |
| -------- | -------- | --- |
| うた六首 |          | 各首の初出は以下の通り。第1首：1924年10月1日発行『明星』第5巻第5号、第2首・第3首：1939年5月1日発行『中央公論』第54年第5号、第4首：1939年9月1日発行『知性』第2巻第9号、第5首・第6首：1938年9月16日発行『いづかし通信』第1号。 |

### 散文
| タイトル         | 制作年月       | 特記事項 |
| ---------------- | -------------- | -------- |
| 智恵子の半生     | 昭和十五年九月 |          |
| 九十九里浜の初夏 | 昭和十六年五月 |          |
| 智恵子の切抜絵   | 昭和十四年一月 |          |

## 関連作品
この詩集は、さまざまな者によって創作の素材となり、映画化された他に、テレビドラマ、ラジオドラマ、小説、戯曲、能、オペラ、歌謡などが生まれた。後述の映画、ドラマを除く各分野の作品を紹介する（歌については外部リンク先も参照）。
- 小説
  - 佐藤春夫『小説智恵子抄』 初版実業之日本社（復刻：日本図書センター）、のち角川文庫
  - 津村節子『智恵子飛ぶ』 初版講談社、のち講談社文庫
- 舞台劇
  - 清水邦夫 作・演出 - 「哄笑-智恵子、ゼームス坂病院にて-」
  - 野田秀樹台本「売り言葉」 - 大竹しのぶによる一人芝居
  - 草野心平脚色、深井史郎作曲、放送劇「智恵子抄」
  - 『智恵子飛ぶ』大西信行脚本 - 光太郎役は平幹二朗・近藤正臣、智恵子役は片岡京子
  - 『チエコ』野口麻衣子・劇団空感エンジン
  - 『まことに神の造りしをんな －智恵子抄－』 - 劇団レトルト内閣による音楽劇。レモン哀歌など7つの詩が楽曲化。
- 音楽作品
  - 丘灯至夫作詞、戸塚三博作曲：歌謡曲「智恵子抄」（歌：二代目コロムビア・ローズ）
  - 小林亜星：歌謡曲「智恵子は東京に空が無いといふ（あどけない話）」（歌：メロディ・スー）
  - 清水脩：歌曲集「智恵子抄」、合唱曲「智恵子抄巻末のうた六首」「或る夜のこころ」他。
  - 仙道作三：オペラ「智恵子抄」
  - 原嘉壽子：オペラ「智恵子抄」
  - 蒔田尚昊：歌曲集「智恵子抄」 I 樹下の二人 II あどけない話 III 同棲同類 IV 千鳥と遊ぶ千恵子 V レモン哀歌
  - 別宮貞雄：歌曲集「智恵子抄」
  - 田中雅明：歌曲集「智恵子抄」
- 能
  - 武智鉄二構成、観世寿夫作曲「智恵子抄」

## 映画「智恵子抄」（1957年版）
キャスト
- 高村光太郎：山村聡
- 高村智恵子：原節子
- 父 浅吉：柳永二郎
- 母 けい：三好栄子
- 妹 たま：津山路子
- 弟 光男：太刀川洋一
- 姪 秋子：青山京子
- 八木敬一：三津田健
- 八木敬一の妻 三重子：賀原夏子
- 小山：土屋嘉男
- 加賀貞子：中北千枝子
- 五平老人：左卜全

スタッフ
- 監督：熊谷久虎
- 製作：田中友幸
- 脚本：八住利雄
- 音楽：團伊玖磨
- 撮影：小原譲治

## 映画「智恵子抄」（1967年版）
原作として高村光太郎の他に佐藤春夫の『小説智恵子抄』も使用されている。中村登と広瀬襄が共同でシナリオ化し、中村登が監督した。第40回アカデミー賞外国語映画賞にノミネートされている。
キャスト
- 高村光太郎：丹波哲郎
- 高村智恵子：岩下志麻
- 高村光雲：佐々木孝丸
- 高村しづ：田代信子
- 高村豊周：中山仁
- 長沼宗吉：加藤嘉
- 長沼やす：宝生あやこ
- ふみ子：島かおり
- 椿：岡田英次
- 椿和子：南田洋子
- 石井：平幹二朗
- 安川：北見治一
- 坂本：小林博
- のぶ子：岩本多代
- 画商山崎：金子信雄
- 犬吠の太郎：石立鉄男
- 沢田院長：内藤武敏
- 沢田お里：小畠絹子

スタッフ
- 監督：中村登
- 製作：白井昌夫
- 脚本：広瀬襄、中村登
- 音楽：佐藤勝

## テレビドラマ「智恵子抄」（1956年版）
KRテレビ（現TBS）にて1956年11月11日に放送。
キャスト
- 高村光太郎：宮口精二
- 高村智恵子：新珠三千代

スタッフ
- 脚本：田中澄代

## テレビドラマ「智恵子抄」（1970年版）
TBS系列の花王愛の劇場で、1970年11月2日 - 12月31日に放送。
キャスト
出演者参照：『福島民報』1970年11月2日付朝刊13面。福島テレビ新番組紹介広告から
- 高村光太郎：木村功
- 高村智恵子：佐藤オリエ
- 高村光雲：三津田健
- 高村とよ：中畑道子
- 長沼今朝吉（智恵子の父）：木田三千雄
- 長沼せん（智恵子の母）：磯村千花子
- 長沼啓助（智恵子の弟）：東野孝彦
- 椿英介（光太郎の友人）：二瓶秀雄
- 椿和子（椿の妻）：高須賀夫至子

スタッフ
- 脚本：高岡尚平
- 演出：鈴木英夫

## テレビドラマ「智恵子抄」（1994年版）
テレビ東京系列で、1994年2月14日に放送。
キャスト
- 高村光太郎：滝田栄
- 高村智恵子：南果歩
- 高村光雲：すまけい
- 長沼せん：渡辺美佐子
- 田村俊子：あめくみちこ
- 水野葉舟：中丸新将
- 長沼今朝吉：飯沼慧
- 長沼トシ：川上夏代
- 高村とよ：溝口順子
- 高村豊周：てらそま昌紀
- 柳八重：田貴絢子
- 尾崎喜八：熊谷俊哉
- 長沼セキ：山本郁子
- 絵の教師：木村威夫

スタッフ
- 脚本：竹山洋
- 演出：大山勝美
- 監修：高村規、北川太一
- 題字：永井路子
- 彫刻・絵画指導：植木健司
- 医事指導：寺下謙三、三宅のり子
- 技術協力：フォーチュン
- スタジオ：にっかつ撮影所
- プロデューサー：大野晴雄、小澤俊夫
- 製作：テレビ東京、カズモ

## ラジオドラマ「智恵子抄」
文化放送で、1962年に放送。
声の出演
- 高村光太郎：小山田宗徳
- 高村智恵子：加藤治子